# 頴娃町
頴娃町（えいちょう）は、鹿児島県（離島部を除く）の南部にあった町で、揖宿郡に属していた。2004年11月1日に喜入町が、2006年1月1日に山川町と開聞町がそれぞれ合併により郡から離れたため、揖宿郡唯一の町だった。
地名は「頴」の一文字で「えい」と読み、「娃」の部分は読まない、すなわち置き字の役割を果たしている。
2007年12月1日に川辺郡川辺町、川辺郡知覧町と合併し南九州市となった。

## 地理
薩摩半島の南部に位置し、東シナ海に面している。
- 山：尾巡山、唐牧岳、吉見山、種子尾山、兵児岳、大野岳、三巣山、烏帽子岳、矢筈岳、辻風岡
- 河川：馬渡川、高取川、石垣川、加治佐川、集川、水成川

### 隣接市町村
- 鹿児島市
- 指宿市

## 歴史

### 沿革
- 1889年4月1日 - 町村制施行により、頴娃郷に属していた別府村、上別府村、御領村、郡村、牧之内村、仙田村、十町村の区域より頴娃郡頴娃村が発足。旧来の村は大字となった。
- 1897年4月1日 - 頴娃郡が揖宿郡に編入されたため[2]、揖宿郡頴娃村となる。
- 1950年8月1日 - 頴娃村が町制施行。頴娃町となる。
- 1951年10月1日 - 頴娃町のうち大字仙田及び大字十町の区域が分割され開聞村が設置される。
- 2007年12月1日 - 知覧町・川辺町と合併し南九州市となる。

## 行政
- 町長：山内廣行

## 地域

### 教育

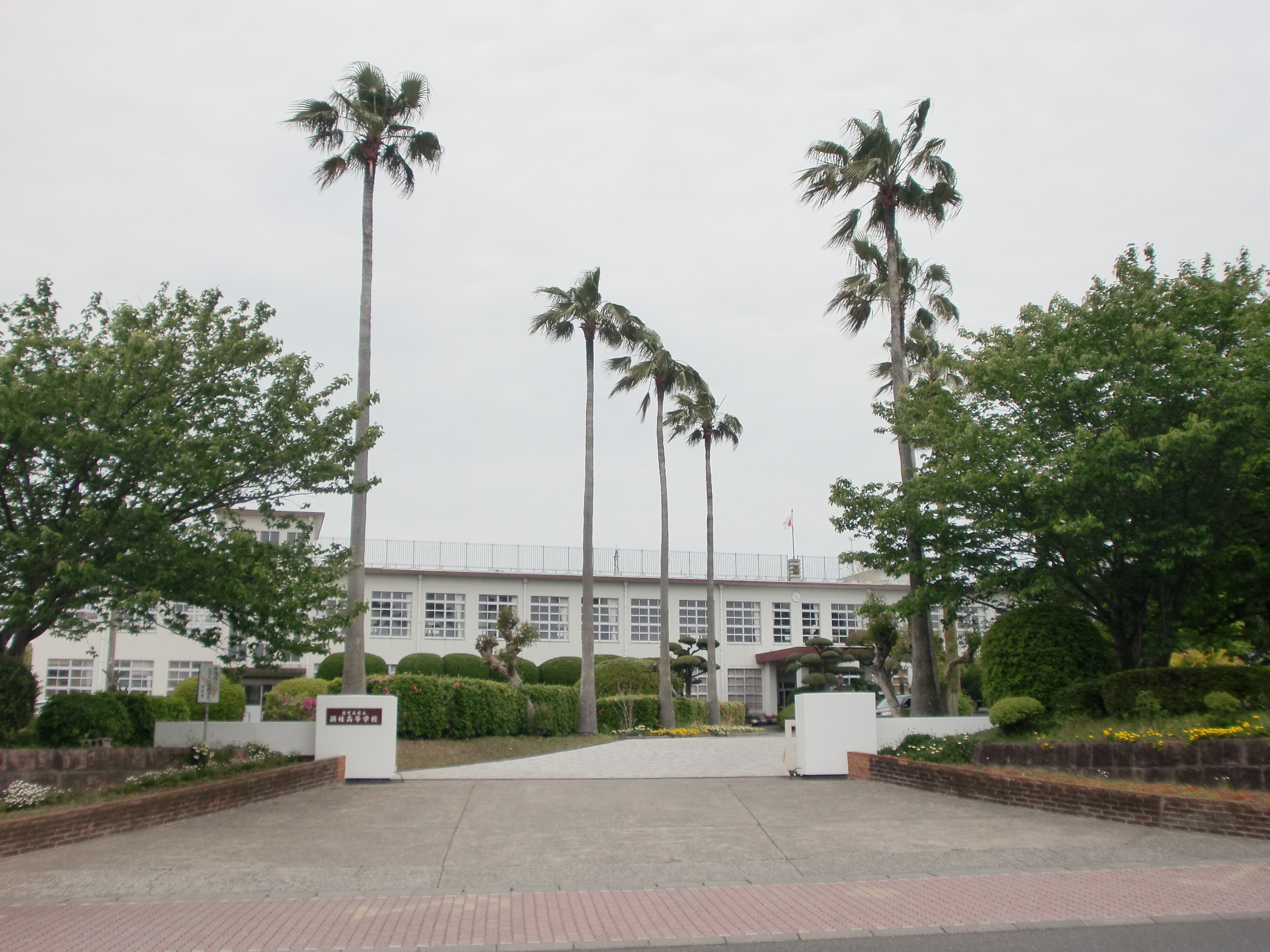
鹿児島県立頴娃高等学校

#### 高等学校
- 鹿児島県立頴娃高等学校

#### 中学校
町立
- 頴娃中学校
- 青戸中学校

#### 小学校
町立
- 頴娃小学校
- 宮脇小学校
- 粟ヶ窪小学校
- 九玉小学校
- 別府小学校
- 青戸小学校
- 新牧小学校

### 郵便局
集配局
- 頴娃郵便局

無集配局
- 西頴娃郵便局
- 石垣郵便局
- 青戸郵便局
- 牧之内郵便局
- 南薩大川郵便局
- 粟ヶ窪郵便局

簡易局
8局

### 電話番号
市外局番は町内全域が「0993」。市内局番が「2X」 - 「4X」の地域との通話は市内通話料金で利用可能（指宿MA）。収容局は頴娃局、石垣局、指宿青戸局。

### 郵便番号
郵便番号は町内全域が「891-07xx」（頴娃郵便局）である。

## 交通

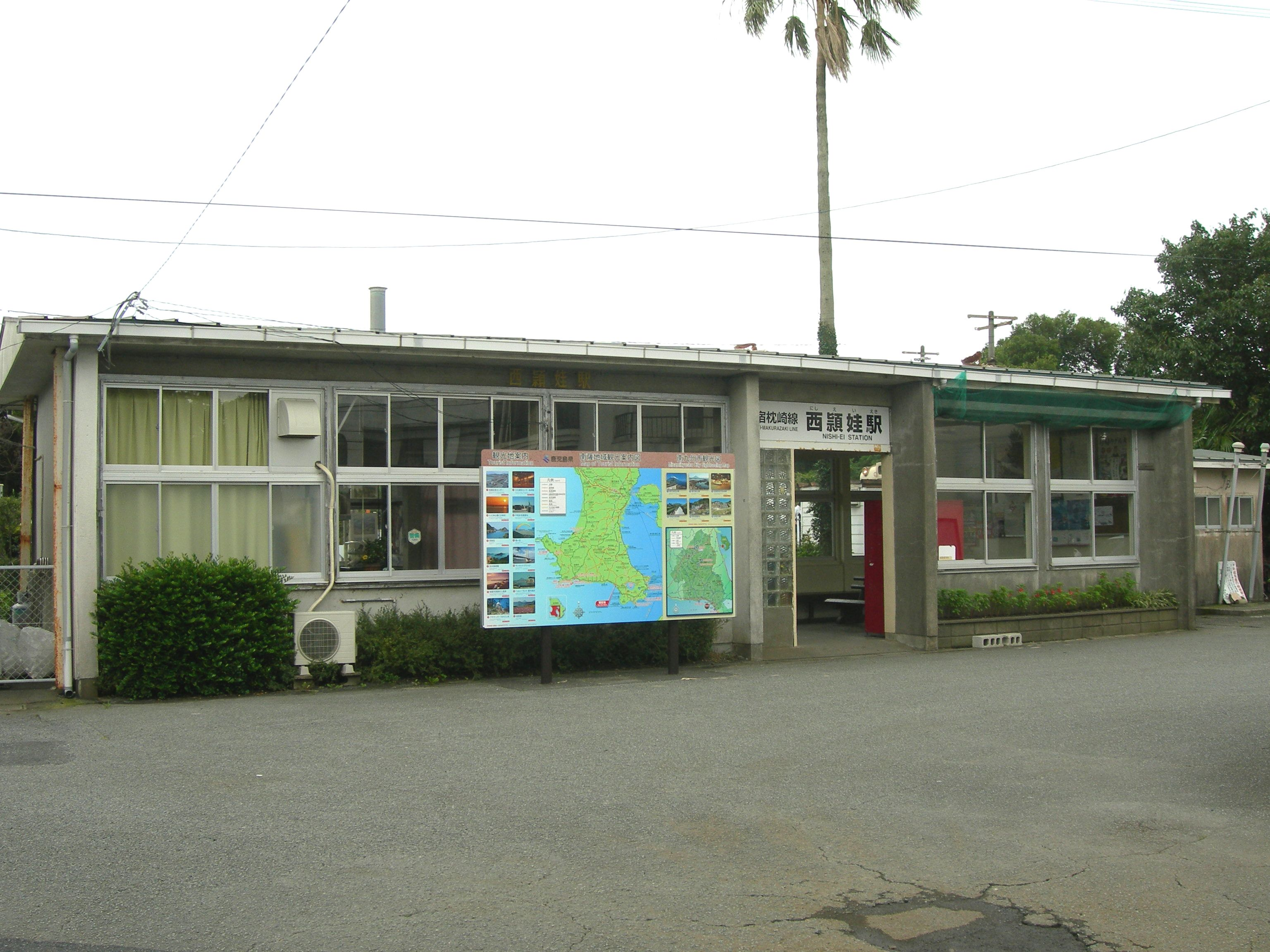
中心駅である西頴娃駅

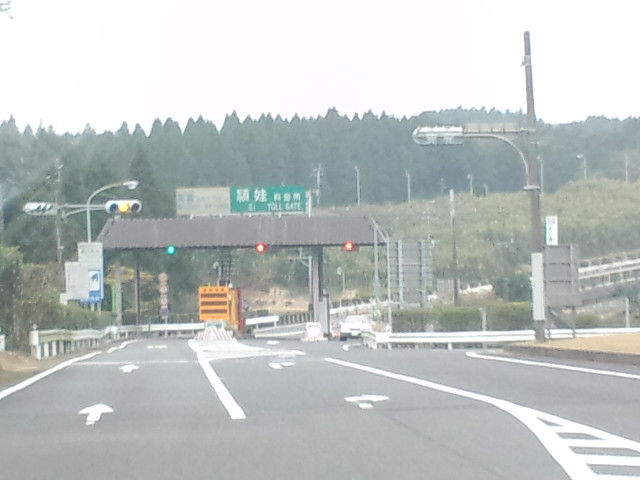
指宿スカイライン頴娃インターチェンジ

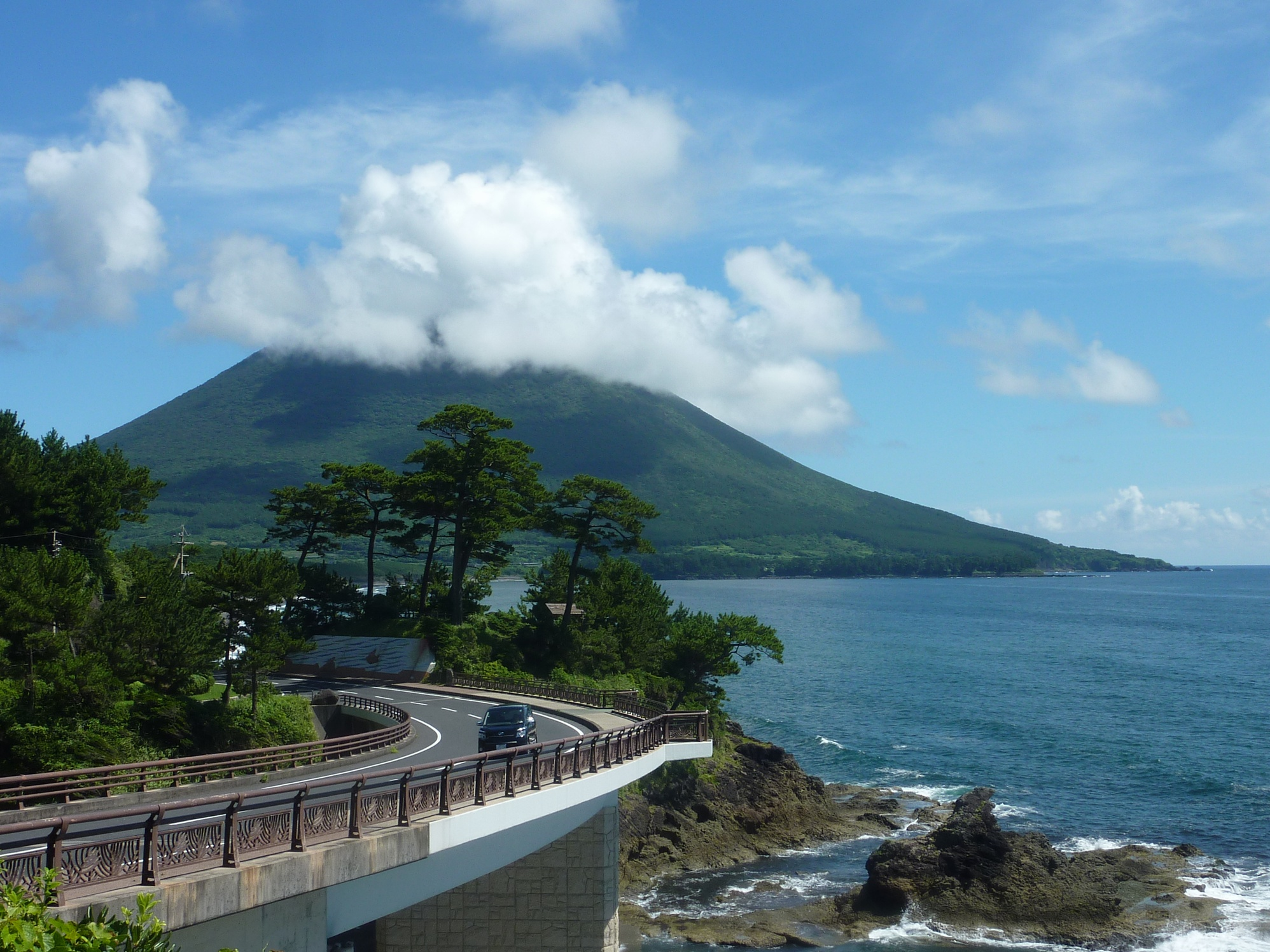
国道226号

- 最寄り空港は鹿児島空港。

### 鉄道
- 九州旅客鉄道（JR九州）
  - 指宿枕崎線
    - 頴娃駅 - 西頴娃駅 - 御領駅 - 石垣駅 - 水成川駅 - 頴娃大川駅

中心駅は西頴娃駅。

### バス路線

#### 一般路線バス
- 鹿児島交通

### 道路

#### 一般有料道路
- 指宿スカイライン
  - 頴娃インターチェンジ

#### 一般国道
- 国道226号

#### 主要地方道
- 鹿児島県道17号指宿鹿児島インター線
- 鹿児島県道27号頴娃川辺線
- 鹿児島県道29号石垣加世田線

#### 一般県道
- 鹿児島県道234号石垣喜入線
- 鹿児島県道236号頴娃宮ケ浜線
- 鹿児島県道245号飯山喜入線

## 名所・旧跡・観光スポット・祭事・催事
- えい中央温泉
- えい別府温泉センター
- アグリランドえい
- 獅子城跡
- 猫城跡
- 番所鼻公園
- 瀬平公園
- えい新茶・大野岳マラソン（4月29日）
- えいのゴッソイ祭り（8月）
- いかだ競漕大会（10月）
- 射楯兵主神社（釜蓋神社）
- 頴娃歴史民俗資料館

## 頴娃町出身の有名人
- 井上知治（政治家）
- 高田みづえ（歌手）
- 下窪陽介（プロ野球選手）

## その他
- 頴娃地方の方言は鹿児島弁の中でも特に難しいといわれ、他地方の鹿児島県人にも聞き取れない言葉も多く、しばしばおどけて「頴娃語（英語）（えいご）」と呼ばれる。